# Serrat de la Bitlla
El Serrat de la Bitlla és un serrat del terme municipal de Tremp, antigament del de Sapeira, de l'Alta Ribagorça, però unit administrativament al Pallars Jussà.
Aquest serrat davalla cap a migdia des del mateix poble d'Espills, entre aquest poble i el barranc del mateix nom.
La seva continuïtat cap a ponent, a la part alta, és el Serrat de la Roca Roia, cap al sud-est, des d'Espills, el Serrat de Rubilans, i cap al sud, també des del mateix poble, el Serrat de la Verge Maria.